# Ягодка
Я́годка (рос. Ягодка, марій. Ягодка) — присілок у складі Оршанського району Марій Ел, Росія. Входить до складу Марковського сільського поселення.

## Населення
Населення — 22 особи (2010; 19 у 2002).
Національний склад (станом на 2002 рік):
- росіяни — 89 %